# ラビット・ホール
『ラビット・ホール』（Rabbit Hole）は、ジョン・キャメロン・ミッチェル監督、ニコール・キッドマン製作・主演による2010年のドラマ映画である。デヴィッド・リンゼイ＝アベアーによる2005年の同名の戯曲を原作としており、リンゼイ＝アベアー自身が映画脚本を執筆した。2010年のトロント国際映画祭でプレミア上映が行われ、北米ではライオンズゲート配給により同年12月17日に限定公開、翌2011年1月14日に拡大公開された
製作・主演を務めたニコール・キッドマンはアカデミー主演女優賞を初めとする数々の賞に受賞・ノミネートされた。

## あらすじ
ニューヨーク郊外の閑静な住宅街に暮らす、妻ベッカと夫ハウイーのコーベット夫妻。彼らの幸せな生活が一変したのは8か月前。一人息子ダニーが道路に飛び出し交通事故に遭い、わずか4歳でこの世を去ってしまったのだ。それ以来、2人の心には埋めようのない喪失感が生まれていた。前に進もうとするハウイーとは対照的に、心乱れるベッカは周囲にも辛く当たり散らす。そんなある日、彼女は息子を轢いた高校生ジェイソンを偶然見かけ思わず尾行してしまう…

## キャスト
| 役名                 | 俳優                       | 日本語吹替   |
| -------------------- | -------------------------- | ------------ |
| ベッカ・コーベット   | ニコール・キッドマン       | 田中敦子     |
| ハウイー・コーベット | アーロン・エッカート       | 清水明彦     |
| ナット               | ダイアン・ウィースト       | 沢田敏子     |
| イジー               | タミー・ブランチャード     | 恒松あゆみ   |
| ジェイソン           | マイルズ・テラー           | 野島健児     |
| ギャビー             | サンドラ・オー             | 野沢由香里   |
| ペグ                 | パトリシア・カレンバー     | 高梨愛       |
| リック               | ジョン・テニー             | 後藤敦       |
| オーギー             | ジャンカルロ・エスポジート | 中西としはる |

## 製作
撮影はクイーンズ区付近のダグラストンで28日間行われた。
キッドマンは本作とスケジュールが被ったため、ウディ・アレンの『恋のロンドン狂騒曲』を降板した。
映画音楽はオーウェン・パレットが手がける予定であったが、後にアベル・コジェニオウスキになったと告知され、そして最終的にアントン・サンコーとなった。

## 評価
本作は2010年のトロント国際映画祭でプレミア上映が行われ、高い評価を受けた。Rotten Tomatoesの映画評論家のうち86%が本作に対し肯定的な評価を下し、平均点は10点満点で7.6点であった。
製作・主演を務めたニコール・キッドマンはアカデミー主演女優賞を初めとする数々の賞に受賞・ノミネートされた。また、プロデューサーとしての手腕も高く評価された。

### 受賞とノミネート
| 賞                                     | 部門                     | 候補                               | 結果       |
| -------------------------------------- | ------------------------ | ---------------------------------- | ---------- |
| アカデミー賞                           | 主演女優賞               | ニコール・キッドマン               | ノミネート |
| 女性映画ジャーナリスト同盟映画賞       | 主演女優賞               | ニコール・キッドマン               | ノミネート |
| セントラルオハイオ映画批評家協会賞     | 主演女優賞               | ニコール・キッドマン               | ノミネート |
| 放送映画批評家協会賞                   | 主演女優賞               | ニコール・キッドマン               | ノミネート |
| シカゴ映画批評家協会賞                 | 脚色賞                   | デヴィッド・リンゼイ＝アベアー     | ノミネート |
| クロトゥルーディス賞                   | 助演女優賞               | ダイアン・ウィースト               | ノミネート |
| クロトゥルーディス賞                   | 助演男優賞               | マイルズ・テラー                   | ノミネート |
| シンユーフォリア賞                     | 主演女優賞               | ニコール・キッドマン               | 受賞       |
| コミュニティサークル賞                 | 主演女優賞               | ニコール・キッドマン               | ノミネート |
| ダラス・フォートワース映画批評家協会賞 | 主演女優賞               | ニコール・キッドマン               | ノミネート |
| デトロイト映画批評家協会賞             | 主演女優賞               | ニコール・キッドマン               | ノミネート |
| ゴールドダービー賞                     | 主演女優賞               | ニコール・キッドマン               | ノミネート |
| ゴールデングローブ賞                   | 主演女優賞（ドラマ部門） | ニコール・キッドマン               | ノミネート |
| ハートランド映画祭                     | 作品賞                   | ニコール・キッドマン、パー・サーリ | 受賞       |
| ヒューストン映画批評家協会賞           | 主演女優賞               | ニコール・キッドマン               | ノミネート |
| イタリア・オンライン映画賞             | 主演女優賞               | ニコール・キッドマン               | ノミネート |
| インディペンデント・スピリット賞       | 監督賞                   | ジョン・キャメロン・ミッチェル     | ノミネート |
| インディペンデント・スピリット賞       | 主演女優賞               | ニコール・キッドマン               | ノミネート |
| インディペンデント・スピリット賞       | 主演男優賞               | アーロン・エッカート               | ノミネート |
| インディペンデント・スピリット賞       | 脚本賞                   | デヴィッド・リンゼイ＝アベアー     | ノミネート |
| ラスベガス映画批評家協会賞             | 主演女優賞               | ニコール・キッドマン               | ノミネート |
| オンライン映画批評家協会賞             | 主演女優賞               | ニコール・キッドマン               | ノミネート |
| サンディエゴ映画批評家協会賞           | 主演男優賞               | アーロン・エッカート               | ノミネート |
| サテライト賞                           | 主演女優賞（ドラマ映画） | ニコール・キッドマン               | ノミネート |
| サテライト賞                           | 助演女優賞（ドラマ映画） | ダイアン・ウィースト               | ノミネート |
| 全米映画俳優組合賞                     | 映画主演女優賞           | ニコール・キッドマン               | ノミネート |
| セントルイス映画批評家協会賞           | 主演女優賞               | ニコール・キッドマン               | ノミネート |
| ユタ映画批評家協会賞                   | 主演女優賞               | ニコール・キッドマン               | ノミネート |
| ワシントンD.C.映画批評家協会賞         | 主演女優賞               | ニコール・キッドマン               | ノミネート |